# 톰슨 기관단총
톰슨 기관단총(영어: Thompson submachine gun)은 블로우백 방식의 선택사격이 가능한 미국제 기관단총으로, 제1차 세계 대전의 참전군인인 미국 육군 준장 존 T. 톰슨이 발명과 개발을 맡았다. 톰슨 기관단총의 원래 목적은 제1차 세계 대전의 참호전을 끝내기 위한 것이었으나, 첫 제품은 제1차 세계 대전이 끝나고 나서 완성되었다. 톰슨은 "기관단총"이라는 이름으로 판매되고 분류가 붙은 첫 기관단총이기도 했다.
톰슨은 바나나 전쟁 당시 미국 해병대가 사용했으며, 미국 우편조사국 등 다양한 미국 국내기관이 사용했다. 1933년 캔자스시티 학살 이후 FBI도 톰슨 기관단총을 사용하기 시작했다. 해외에서는 중화민국 국민혁명군, 아일랜드 공화국군 등 다양한 국가 및 무장단체들이 사용했고, 스웨덴이나 벨기에, 서독 등지에서는 냉전 시기 때까지 자국의 주력 보병 화기로 사용했다.
톰슨은 정부 및 공공기관뿐만 아니라 일반 대중에게도 판매되었다. 대중이 쉽게 구할 수 있었기 때문에 금주법 시대인 1920년대 미국에 톰슨 기관단총은 미국 내 각 갱들의 시그니처 무기로 인식되었다. 이에 따라 이 시기를 다룬 대중매체에서 톰슨 기관단총은 자주 등장했으며, 범죄자들과 입법기관 모두 톰슨 기관단총을 사용하고 있었다.
제2차 세계 대전이 발발했을 때 미군은 광범위하게 톰슨 기관단총을 사용했으며, 중화민국, 소련, 캐나다, 인도 제국, 브라질, 폴란드 서부군 등 연합국 여러 국가가 톰슨 기관단총을 대여받거나 구매했다. 톰슨 기관단총의 원형은 M1928A1, M1, M1A1 등으로 명명되었으며, 제2차 세계 대전 당시 약 150만 개의 톰슨이 생산된 것으로 알려져 있다.

## 변형 또는 개량

### M1919
시험용 완성품으로 탄창 급탄식의 섬멸자(Annihilator)와 탄띠 급탄식인 강요자(Persuader)의 두 종류가 있다.

### M1921
처음으로 모습을 내보인 모델로, 반 블로우백으로 작동되고, 수직 손잡이가 달려있다. 이 모델에 드럼탄창을 장착하고 갱스터와 마피아들이 씀으로써 시카고 타자기와 토미 건이란 별명이 붙었다.

### M1923
미국 육군에 선보였던 모델. 화력과 유효거리를 늘리기 위해 .45 ACP에서 45구경 레밍턴-톰슨 탄약으로 바뀌었다. 수평 손잡이, 멜빵, 양각대, 대검이 추가되었다. 브라우닝 M1918A1 자동소총을 밀치고 제식화기로 채용되기 위해 개량되었지만, 군부가 소총 쪽에 손을 들어줌으로써 실패하였고 생산되지 않았다.

### M1927
M1921에서 전자동 발사 방식이 빠진 반자동 방식으로 총열이 길어졌다. 민간용 판매제품이다.

### M1928
1930년 미군 해군과 미군 해병대에 정식으로 채용된 첫 모델, 수직 손잡이는 수평 손잡이로 바뀌고(탈착이 되므로 수직형으로 바꿀 수 있다.) 멜빵과 반자동-전자동 사격 모드가 추가되고, 사격 지연시간을 늘리기 위해 발사속도를 낮췄다. 이 시절을 배경으로 한 영화에서 시종일관 경찰과 갱스터나 마피아가 M1928을 들고 나오곤 했다.

#### M1928A1
일본군의 진주만 공격이 있기 전 기존의 M1928개량한 것으로 50발들이 드럼탄창도 쓸 수 있도록 고안하였다.

### M1
1943년 처음 나온 M1은 미국 육군에 M1928A1이 채용되면서 바뀐 제식명이다. 대량생산을 위해 가격을 낮추려고 단순화를 거치면서 드럼탄창은 쓸 수 없게 되었다. 리시버 윗쪽에 있던 재장전 손잡이가 오른쪽으로 옮겨지고 수직 손잡이가 없어진 대신 총열을 잡도록 바뀌었다.

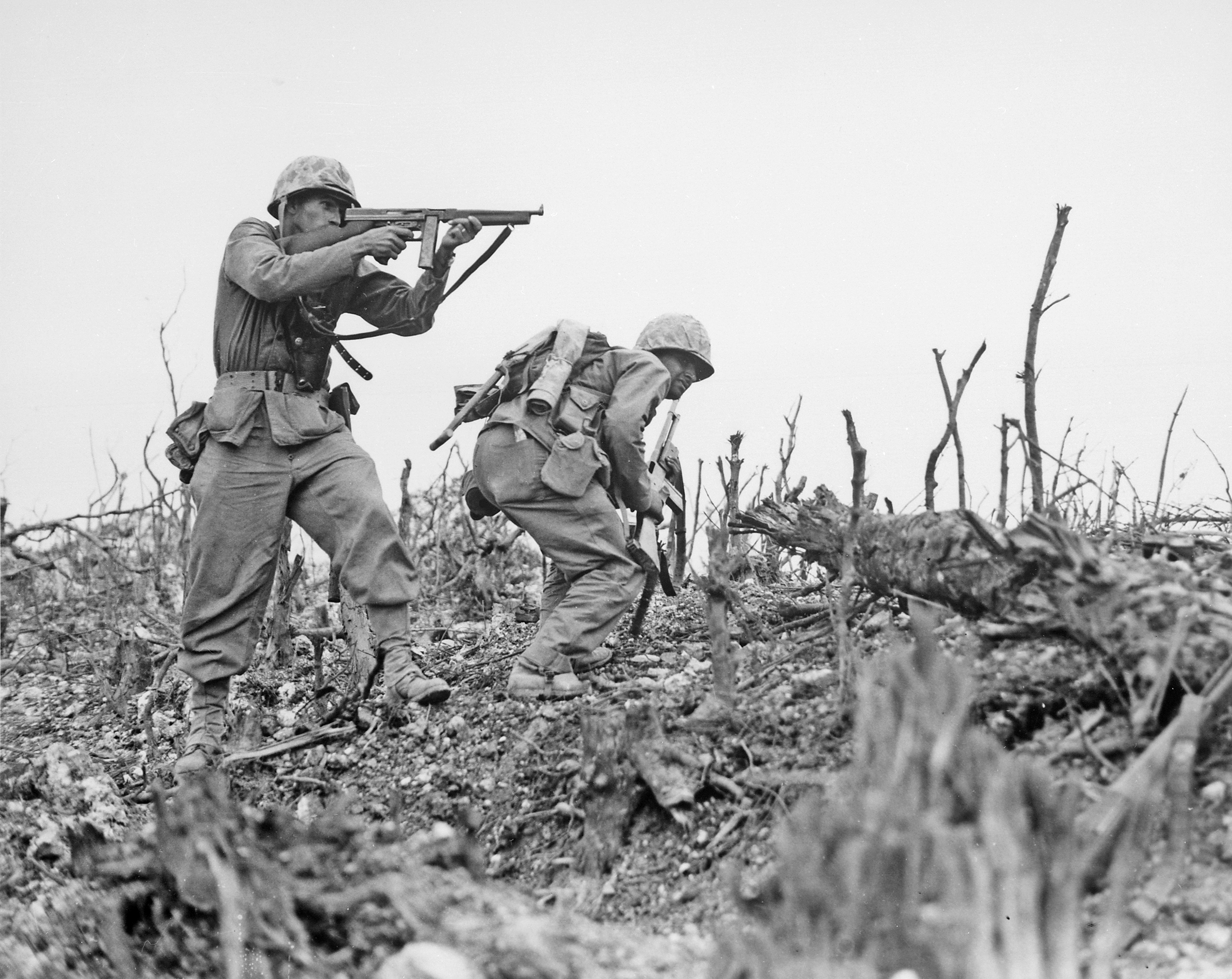
오키나와 전투에서의 M1 톰슨

### M1A1
총열을 줄이고 가늠자가 개량되었다. 더욱더 단순화되면서 제작에 소요되는 시간이 M1928A1의 절반으로 줄었다. 유럽 전선에서 많이 쓰인 모델이며, 화기 선택이 자유로웠던 공수부대에서는 톰슨 M1A1을 주로 애용하였다. 1944년 이후, 미국 국방부는 단가가 훨씬 싼 M3 그리스건을 채용하였다.